# Brachystigma wrightii
Brachystigma es un género monotípico de plantas fanerógamas perteneciente a la familia Orobanchaceae. Su única especie, Brachystigma wrightii, es originaria de México. 

## Taxonomía
Brachystigma wrightii fue descrita por (A.Gray) Pennell y publicado en Proceedings of the Academy of Natural Sciences of Philadelphia 80(10): 433. 1928.
Sinonimia
- Agalinis wrightii (A.Gray) Tidestr.
- Dasistoma wrightii (A.Gray) Wooton & Standl.
- Gerardia wrightii A.Gray[2]